# Hydraena thyene
Hydraena thyene är en skalbaggsart som beskrevs av Balfour-browne 1958. Hydraena thyene ingår i släktet Hydraena och familjen vattenbrynsbaggar. Inga underarter finns listade i Catalogue of Life.